# Drust VI
Drust VI mac Donnel est le roi des Pictes de 663 à 672.

## Biographie
Drust ou Drest était le frère de Gartnait mac Donnel auquel il succéda La Chronique picte attribue un règne de sept ans à Drust mac Donnel ou mac Domnall. Les annales irlandaises mentionnent à cette époque : 
- 664 : une bataille à Luith Feirn en Fortrenn[3] ;
- 668 : le voyage (l'exil ?) des fils de Gartnait[4] en Irlande avec les gens de Sci[5] ;
- 669 : la mort d'Itarman et de Corindu chez les Pictes[6] ;
- 670 : le retour de la famille de Gartnait d'Irlande[7].

La suprématie de la Northumbrie sur les Pictes s’était accompagnée d’une mainmise de l’église des Angles acquise aux rites « romains » depuis l’assemblée de Whitby en 664 et menée par Wilfrid, l’ambitieux abbé de Ripon. 
Depuis 670, le duc Beornheth exerçait pour le compte d’Ecgfrith (670-685), le nouveau roi de Northumbrie successeur d’Oswiu, une sorte de vice-royauté sur la région qui sera ensuite nommée le Lothian. En tout état de cause, Drust mac Domnall, comme son frère, était considéré par ses sujets comme une  « marionnette » d’Oswy ; il fut d’ailleurs expulsé du royaume en 672 après avoir été vaincu lors d'une révolte générale des pictes peu après la mort d’Oswy. En réaction contre cette agression de la Northumbrie, les Pictes se choisirent comme nouveau roi Bridei mac Bili.
La mort de Drust en exil est relevée par les annales irlandaises en 678.